# Halisahar
Halisahar è una suddivisione dell'India, classificata come municipality, di 124.479 abitanti, situata nel distretto dei 24 Pargana Nord, nello stato federato del Bengala Occidentale. In base al numero di abitanti la città rientra nella classe I (da 100.000 persone in su).

## Geografia fisica
La città è situata a 22° 56' 59 N e 88° 25' 10 E e ha un'altitudine di 14 m s.l.m..

## Società

### Evoluzione demografica
Al censimento del 2001 la popolazione di Halisahar assommava a 124.479 persone, delle quali 67.124 maschi e 57.355 femmine. I bambini di età inferiore o uguale ai sei anni assommavano a 11.913, dei quali 6.137 maschi e 5.776 femmine. Infine, coloro che erano in grado di saper almeno leggere e scrivere erano 94.449, dei quali 54.308 maschi e 40.141 femmine.